# Раданя Вас
Раданя Вас (словен. Radanja vas) — поселення в общині Іванчна Гориця, Осреднєсловенський регіон, Словенія. Висота над рівнем моря: 338 м.